# Liste der Naturdenkmale in Büsingen am Hochrhein
| Naturdenkmale | Anzahl |
| ------------- | ------ |
| FND           | 1      |
| END           | 6      |
| Gesamt        | 7      |

Die Liste der Naturdenkmale in Büsingen am Hochrhein nennt die verordneten Naturdenkmale (ND) der im baden-württembergischen Landkreis Konstanz liegenden Gemeinde Büsingen am Hochrhein. In Büsingen am Hochrhein gibt es insgesamt sieben als Naturdenkmal geschützte Objekte, davon ein flächenhaftes Naturdenkmal (FND) und sechs Einzelgebilde-Naturdenkmale (END).
Stand: 31. Oktober 2016.

## Flächenhafte Naturdenkmale (FND)
| Name                     | Bild | Kennung     | Einzelheiten          | Position | Fläche Hektar | Datum         |
| ------------------------ | ---- | ----------- | --------------------- | -------- | ------------- | ------------- |
| Kiesgrube Grund          | BW   | 83350150068 | Büsingen am Hochrhein | ⊙        | 4,1           | 28. Aug. 1989 |
| Legende für Naturdenkmal |      |             |                       |          |               |               |

## Einzelgebilde (END)
| Name                                                | Bild | Kennung     | Einzelheiten                                                      | Position | Fläche Hektar | Datum         |
| --------------------------------------------------- | ---- | ----------- | ----------------------------------------------------------------- | -------- | ------------- | ------------- |
| Baumgruppe: 1 Stieleiche, 1 Winterlinde             | BW   | 83350150002 | Büsingen am Hochrhein                                             | ⊙        | 0,0           | 21. Dez. 1978 |
| 1 Linde                                             |      | 83350150006 | Büsingen am Hochrhein Nicht mehr in der LUBW-Datenbank vorhanden. | ???      | 0,0           | 21. Dez. 1978 |
| 1 Stieleiche                                        | BW   | 83350150004 | Büsingen am Hochrhein                                             | ⊙        | 0,0           | 21. Dez. 1978 |
| 1 Winterlinde                                       | BW   | 83350150001 | Büsingen am Hochrhein                                             | ⊙        | 0,0           | 21. Dez. 1978 |
| 2 Stieleichen                                       | BW   | 83350150005 | Büsingen am Hochrhein                                             | ⊙        | 0,0           | 21. Dez. 1978 |
| 3 Stieleichen, 1 Wildapfelbaum, 1 Hainbuchenbestand | BW   | 83350150003 | Büsingen am Hochrhein                                             | ⊙        | 0,0           | 21. Dez. 1978 |
| Legende für Naturdenkmal                            |      |             |                                                                   |          |               |               |